# Gerlinde Manz-Christ
Gerlinde Manz-Christ (* 15. März 1960 in Linz) ist eine österreichische Diplomatin, Keynote Speaker und Autorin zum Thema diplomatische Kommunikation.

## Leben und Wirken
Nach dem Studium der Rechtswissenschaften (Abschluss Dr. iur.) und Dolmetsch für die englische und spanische
Sprache an der Leopold-Franzens-Universität Innsbruck, absolvierte Gerlinde Manz-Christ ein zweijähriges post-graduate-Studium in Internationalen Beziehungen an der Diplomatischen Akademie Wien, sowie Studien an der Diplomatischen Akademie in Madrid und an der Universität Oslo.
Bevor sie 1986 in das Österreichische Außenministerium eintrat, arbeitete sie zwei Jahre lang im japanischen Konzern Itogumi Ltd. in Sapporo, Japan. Während ihrer 15 Jahre im diplomatischen Dienst war sie an der Österreichischen Botschaft in Dakar und Tel Aviv, und als stellvertretende Generalkonsulin am Österreichischen Generalkonsulat in New York. Sie war stellvertretende Protokollchefin und leitete dann die Presse- und Informationsabteilung im Außenministerium in Wien.
Von 2001 bis 2011 leitete Gerlinde Manz-Christ die Stabsstelle für Kommunikation (Öffentlichkeitsarbeit) bei der Regierung des Fürstentums Liechtenstein und war Regierungssprecherin. Im Jahr 2008 schloss sie den Executive Master in Business Administration „Leadership and Communication“ an der Technischen Universität München ab. Ihre Masterarbeit schrieb sie über „Liechtenstein und die deutsche Steueraffäre: Eine über die Medien geführte Diskussion über Wirtschafts- und Finanzthemen, Ethik und nationale Interessen“.
Manz-Christ lehrt als Dozentin unter anderem an der Sozial- und Wirtschaftswissenschaftlichen Fakultät der Universität Innsbruck und an der Diplomatischen Akademie Wien.

## Auszeichnungen
2001 wurde sie vom Österreichischen Bundespräsidenten mit dem Großen Silbernen Ehrenzeichen mit dem Stern für Verdienste um die Republik Österreich ausgezeichnet. Darüber hinaus wurde sie in den Rang eines Großoffiziers des Jordanischen Sternordens aufgenommen. Dem folgte 2013 die Aufnahme in die Hall of Fame der Diplomatischen Akademie Wien.

## Publikationen
- Die Kunst des sanften Siegens – Erfolgreich mit Diplomatie, Goldegg Verlag, Wien 2015. ISBN 978-3-902991-83-6
- Chefsache Prävention II (Hrsg. Buchenau, Peter): Mit Vorsorgemaßnahmen zum persönlichen und unternehmerischen Erfolg – Beitrag von Gerlinde Manz-Christ, Springer Gabler, 2014. ISBN 978-3-658-03613-3
- Emotions in Politics and Campaigning – How Neuroscience, Linguistics, and Social Psychology Change the Political Profession (gemeinsam mit Christoph Hofinger, Hg), Prestige Books International, New Delhi – Sydney, 2011. ISBN 81-7851-086-3